# Amsterdam Crusaders 2021
Questa voce raccoglie le informazioni riguardanti gli Amsterdam Crusaders nelle competizioni ufficiali della stagione 2021.

## Queen's Football League 2021

### Stagione regolare
| Amsterdam 19 settembre 2021, ore 14:00 2ª giornata | Amsterdam Cats | 18 – 12 | Rotterdam Ravens | Sportpark Sloten |

| Amsterdam 2 ottobre 2021, ore 14:00 4ª giornata | Amsterdam Cats | - – - (annullata) | Zwolle Blue Jays | Sportpark Sloten |

| L'Aia 10 ottobre 2021, ore 14:30 5ª giornata | The Hague Black Scorpions | 0 – 20 (a tavolino) | Amsterdam Cats | Zuiderpark |

| Eindhoven 30 ottobre 2021, ore 14:00 8ª giornata | Eindhoven Valkyries | 0 – 6 | Amsterdam Cats | Sportpark de Hondsheuvels |

| Amsterdam 7 novembre 2021, ore 14:00 9ª giornata | Amsterdam Cats | 43 – 19 | 0'30 Wolverines | Sportpark Sloten |

### Playoff
| Amsterdam 28 novembre 2021, ore 14:00 Queen's Bowl | Amsterdam Cats | 19 – 6 | Rotterdam Ravens | Sportpark Sloten |

## Statistiche di squadra
| Competizione            | %Vittorie | In casa | In casa | In casa | In casa | In casa | In casa | In trasferta | In trasferta | In trasferta | In trasferta | In trasferta | In trasferta | Totale | Totale | Totale | Totale | Totale | Totale |
| Competizione            | %Vittorie | G       | V       | N       | P       | Pf      | Ps      | G            | V            | N            | P            | Pf           | Ps           | G      | V      | N      | P      | Pf     | Ps     |
| ----------------------- | --------- | ------- | ------- | ------- | ------- | ------- | ------- | ------------ | ------------ | ------------ | ------------ | ------------ | ------------ | ------ | ------ | ------ | ------ | ------ | ------ |
| QFL - Stagione regolare | 1.000     | 2       | 2       | 0       | 0       | 61      | 31      | 2            | 2            | 0            | 0            | 26           | 0            | 4      | 4      | 0      | 0      | 87     | 31     |
| QFL - Playoff           | 1.000     | 1       | 1       | 0       | 0       | 19      | 6       | 0            | 0            | 0            | 0            | 0            | 0            | 1      | 1      | 0      | 0      | 19     | 6      |
| Totale                  | 1.000     | 3       | 3       | 0       | 0       | 80      | 37      | 2            | 2            | 0            | 0            | 26           | 0            | 5      | 5      | 0      | 0      | 106    | 37     |